# Supercoppa ucraina 2023 (pallavolo femminile)
La Supercoppa ucraina 2023, 7ª edizione della Supercoppa nazionale di pallavolo femminile, si è svolta il 25 ottobre 2023: al torneo hanno partecipato due squadre di club ucraine e la vittoria finale è andata per la terza volta consecutiva al Prometej.

## Formula
La formula ha previsto una gara unica.

## Squadre partecipanti
| Squadra  | Qualificazione                     |
| -------- | ---------------------------------- |
| Alanta   | Vincitrice Coppa d'Ucraina 2022-23 |
| Prometej | Vincitrice Superliha 2022-23       |

## Torneo
| 25 ottobre 2023 Palats sportu Olimpiia, Černivci Durata: 1h:05 - Spettatori: ? | Prometej | 3 - 0 | Alanta | 25-11, 25-12, 25-12 |